# Наньцзянь-Ийский автономный уезд
Наньцзянь-Ийский автономный уезд (кит. упр. 南涧彝族自治县, пиньинь Nánjiàn Yízú zìzhìxiàn) — автономный уезд Дали-Байского автономного округа провинции Юньнань (КНР).

## История
В октябре 1961 года из 8 общин Вэйшань-И-Хуэйского автономного уезда и 1 общины уезда Миду в составе Вэйшань-И-Хуэйского автономного уезда был образован уезд Наньцзянь (南涧县).
Постановлением Госсовета КНР от 14 сентября 1963 года (вступило в силу 27 ноября 1965 года) уезд Наньцзянь был выделен из Вэйшань-И-Хуэйского автономного уезда, став Наньцзянь-Ийским автономным уезд.

## Административное деление
Уезд делится на 5 посёлков и 3 волости.